# Geomyphilus alabama
Geomyphilus alabama är en skalbaggsart som beskrevs av Paul E.Skelley och Gordon 1995. Geomyphilus alabama ingår i släktet Geomyphilus och familjen Aphodiidae. Inga underarter finns listade i Catalogue of Life.